# Димамерки (Лоевский район)
Димамерки (бел. Дзімамеркі) — деревня в Лоевском районе Гомельской области Беларуси. В составе Ручаёвского сельсовета.

## География

### Расположение
В 24 км на юго-запад от Лоева, 50 км от железнодорожной станции Хойники) (на ветке Калинковичи — Хойники от линии Гомель — Лунинец), 117 км от Гомеля.

### Гидрография
На юге сеть мелиоративных каналов, на восточной окраине река Песочанка (впадает в озеро Лутовское, в пойме реки Днепр).

## Транспортная сеть
Рядом автодорога Брагин — Лоев. Планировка состоит из прямолинейной широтной улицы, к которой на востоке присоединяется короткая улица. Застройка деревянная, усадебного типа.

## Этимология
Деревня с параллельными названиями – Димамерки и Домамерки находится в Ручаёвском сельсовете Лоевского района Гомельской области Беларуси. Рядом протекает речка Песочанка (бассейн Днепра).
Данный населённый пункт известен с начала XVI века как село Домамирка Брагинской волости Великого княжества Литовского. Наиболее ранняя форма названия – Домамирка образована от гидронима.

## История
По письменным источникам известна с 1512 года как село Домамирка, принадлежавшее к Брагинской волости. Упомянута в «Акте ограничения» указанной волости, проводившегося по велению короля Жигимонта Старого в связи с челобитной князя Михаила Васильевича Збаражского (он же первым назвался и Вишневецким), желавшего получить её "на вечность". В 1574 г. при разделе Брагинского имения его внуками "Село Домамирка з людми и з их вшелякою повинностю и даню, з дубровами, чертежами, лесами, полми, сеножатми" досталось князю Михаилу Александровичу Вишневецкому. В «Тарифе подымной подати Овручского повета» 1734 г. Домамирка – в части Брагинской волости, до того принадлежавшей дерптскому подкоморию Александру Антонию Бандинелли. После 2-го раздела Речи Посполитой (1793 год) в составе Российской империи. Согласно «Камеральному описанию... Речицкой округи» 1796 г., деревня находилась в совместном владении графов Людвика и Алоизия Ракицких. 
В пореформенный период в Ручаёвской волости Речицкого уезда Минской губернии. В 1879 году обозначена как село в Ручаёвском церковном приходе. Согласно переписи 1897 года действовали часовня, трактир.
В 1930 году организован колхоз «Красная Нива», работали 2 ветряные мельницы и кузница. Согласно переписи 1959 года центр колхоза «Коммунист» (ныне присоединён к КСУП "Совхоз "Заря"). 
Располагались начальная школа, Дом культуры, библиотека, фельдшерско-акушерский пункт, магазин, отделение связи, детский сад.

## Население

### Численность
- 1999 год — 87 хозяйств, 226 жителей.

### Динамика
- 1834 год — 32 двора.
- 1850 год — 36 дворов, 249 жителей.
- 1897 год — 80 дворов, 601 житель (согласно переписи).
- 1959 год — 301 житель (согласно переписи).
- 1999 год — 87 хозяйств, 226 жителей.

## Известные уроженцы
- И. М. Игнатенко — академик НАН Беларуси, доктор исторических наук, профессор.